# Paroisse de North Lake
La paroisse de North Lake est à la fois une paroisse civile et un ancien district de services locaux (DSL) canadien du comté d'York, au Nouveau-Brunswick. Dans le cadre de la réforme de la gouvernance locale du 1er janvier 2023, le DSL a été annexé au nouveau village de Lakeland Ridges.

## Toponymie
North Lake est nommé ainsi d'après sa position sur le lac du Nord, North Lake en anglais.
La paroisse comprend aussi les hameaux de Fosterville, Golden Ridge, Graham Corner, Green Mountain, Maxwell et Pemberton Ridge. Musquash Settlement a disparu.
Il se peut que Fosterville soit nommé en l'honneur des propriétaires terriens David et Josiah Foster, ou en l'honneur du premier maître des postes vers 1889, William Foster. Graham Corner rend peut-être hommage à C. A. Graham, l'un des fondateurs vers 1862. L'endroit s'appelait Lowell Mills à l'origine. Green Mountain s'appelait North Lake jusqu'en 1954. Maxwell est possiblement nommé ainsi en l'honneur du lieutenant-colonel A. M. Maxwell, du 36e Régiment, qui dirigea les soldats néo-brunswickois durant la guerre d'Aroostook. L'endroit a porté le nom de Gesner Settlement jusqu'en 1902, en hommage a Abraham Gesner (1797-1864), géologue et inventeur du kérosène, qui a mené 20 colons de Saint-Jean à cet endroit. Il se peut que Gesner lui-même ait proposé Maxwell,.
L'origine des noms de Golden Ridge et de Pemberton Ridge n'est pas connue.

## Géographie
| Amity (Maine)  |                        |                                |
| Orient (Maine) | Paroisse de North Lake | Canterbury (Nouveau-Brunswick) |
|                |                        |                                |

### Situation
North Lake est situé à 90 kilomètres à l'ouest de Fredericton, dans les collines Sainte-Croix.
North Lake est situé à la frontière américaine. Le DSL est limitrophe de Richmondau nord, de Canterbury à l'est, de la paroisse de McAdam au sud-est et de l'État américain du Maine sur les autres côtés.

### Topographie
Le territoire est dominé par les collines Sainte-Croix. La plus haute colline, le mont Green, atteint 302 mètres de haut.

### Hydrographie
North Lake, comme son nom l'indique, est situé dans une contrée de lacs. Les principaux, aux sud, consistent en la partie canadienne des lacs Chiputneticook.

### Villages et hameaux
Sur la route 122 se trouvent successivement Graham Corner est situé à l'intersection des routes 122 et 540. North Lake se trouve plus loin à l'ouest le long de la route 122 au bord du lac du Nord. Encore plus à l'est, à la frontière, se trouve Fosterville. Au sud de Fosterville s'étend Green Mountain, nommé ainsi d'après sa présence sur le flanc ouest du mont Green. Plus loin au sud se trouve Pemberton Ridge, sur la crête du même nom, et Forest City, également sur la frontière. Maxwell est situé le long de la route 540. Golden Ridge est situé directement à l'ouest de ce dernier. Musquash Settlement a disparu. Il était situé à l'embouchure du ruisseau Musquash dans le lac Spednic, à 21 km à l'ouest de McAdam.

## Histoire
Des Amérindiens – des Malécites ou des Passamaquoddys – campent entre le Grand Lac et le lac Chiputneticook.
Maxwell est fondé en 1841 par un groupe de 20 mécaniciens originaires de Saint-Jean, menés par le géologue Abraham Gesner ; il semblerait que l'établissement incluait Monument Settlement, Dinnens Mills et Kirkland,. Green Mountain est fondé en 1860. Musquash Settlement est fondé vers la même année par des Américains échappant à la conscription durant la Guerre de Sécession. Le lieu était surnommé Skedaddle Settlement, puisque Skedaddle veut dire déserteur en anglais. À noter que Pemberton Ridge était aussi surnommé Skedaddle Ridge, puisque certains de ses habitants étaient des déserteurs. Graham Corner, anciennement Graham's Corner, est fondé vers 1862, probablement par des colons originaires de la vallée du fleuve Saint-Jean. Musquash Settlement est abandonné vers 1870. Graham Corner est fondé vers 1862. Golden Ridge est fondé en 1863 par des personnes originaires Maine voulant eux aussi échapper à la conscription. La paroisse de North Lake est érigée en 1879. Forest City était le site d'un moulin à tan, déjà en déclin au tournant du XXe siècle.
La municipalité du comté d'York est dissoute en 1966. La paroisse de North Lake devient un district de services locaux en 1967.

## Démographie
(août 2016).
D'après le recensement de Statistique Canada, il y avait 218 habitants en 2001, comparativement à 213 en 1996, soit une hausse de 2,3 %. La paroisse compte 338 logements privés, a une superficie de 440,72 km² et une densité de population de 0,5 habitant au km².
| 2001 | 2006 | 2011 | 2016 |
| ---- | ---- | ---- | ---- |
| 218  | 300  | 243  | 233  |

## Économie
Entreprise Central NB, membre du Réseau Entreprise, a la responsabilité du développement économique.

## Administration

### Commission de services régionaux
La paroisse de North Lake fait partie de la Région 12, une commission de services régionaux (CSR) devant commencer officiellement ses activités le 1er janvier 2013. Contrairement aux municipalités, les DSL sont représentés au conseil par un nombre de représentants proportionnel à leur population et leur assiette fiscale. Ces représentants sont élus par les présidents des DSL mais sont nommés par le gouvernement s'il n'y a pas assez de présidents en fonction. Les services obligatoirement offerts par les CSR sont l'aménagement régional, l'aménagement local dans le cas des DSL, la gestion des déchets solides, la planification des mesures d'urgence ainsi que la collaboration en matière de services de police, la planification et le partage des coûts des infrastructures régionales de sport, de loisirs et de culture; d'autres services pourraient s'ajouter à cette liste.

### Représentation et tendances politiques
Nouveau-Brunswick: North Lake fait partie de la circonscription provinciale de Woodstock, qui est représentée à l'Assemblée législative du Nouveau-Brunswick par David Alward, premier ministre du Nouveau-Brunswick et chef du Parti progressiste-conservateur. Il fut élu la première fois lors de l'élection générale de 1999 puis réélu depuis ce temps, la dernière fois en 2010, où il est devenu premier ministre.
 Canada: North Lake fait partie de la circonscription électorale fédérale de Tobique—Mactaquac, qui est représentée à la Chambre des communes du Canada par Michael Allen, du Parti conservateur. Il fut élu lors de la 39e élection générale, en 2006, et réélu en 2008.

## Infrastructures et services
Le DSL est inclus dans le territoire du sous-district 10 du district scolaire Francophone Sud. Les écoles francophones les plus proches sont à Fredericton alors que les établissements d'enseignement supérieurs les plus proches sont dans le Grand Moncton.
North Lake possède une caserne de pompiers. Le détachement de la Gendarmerie royale du Canada le plus proche est à Woodstock. Le bureau de poste le plus proche est quant à lui à Canterbury.
Les anglophones bénéficient des quotidiens Telegraph-Journal, publié à Saint-Jean, et The Daily Gleaner, publié à Fredericton. Ils ont aussi accès au bi-hebdomadaire Bugle-Observer, publié à Woodstock. Les francophones ont accès par abonnement au quotidien L'Acadie nouvelle, publié à Caraquet, ainsi qu'à l'hebdomadaire L'Étoile, de Dieppe.

## Culture

### Personnalités
- Arthur Wetmore, marchand et homme politique.